# Ah ! vous êtes venus là où il y a quelques tombes
Ah ! vous êtes venus là où il y a quelques tombes est une pièce de théâtre écrite par Fatima Gallaire, éditée par les Quatre-vents en 1988 et rééditée en 1991 sous le titre Princesses.

## Argument
Une femme algérienne revient en Algérie pour l'enterrement de son père ; le choc est rude car voici vingt ans qu'elle vit en France.